# Telge Bostäder
Telge Bostäder är ett av Södertälje kommuns helägt bolag inom Telgekoncernen. Telge Bostäder grundades 1948 och förvaltar drygt 10 000 bostäder i Södertälje, Järna, Mölnbo, Hölö och Enhörna.

## Historik
Stiftelsen Telge Bostäder bildades 1948 och tog över ett hundratal bostäder från drätselkammaren. Vid denna tidpunkt hade Södertälje 22 100 innevånare. Under perioden 1958–1968 rådde byggboom i Södertälje då bland annat bostadsområdena Bårstabergen, Bergvik, Bårstafältet, Brunnsängs hage, Viksängen, Västra Blombacka och Ronna färdigställdes.
Början av 1970-talet präglades av nyproduktion av miljonprogramområdena Geneta, Saltskog, Hovsjö och Fornhöjden. Cirka 4 500 nya lägenheter producerades, varav 1 700 i stadsdelen Hovsjö. Dessa avknoppades 2007 till det fristående bolaget Telge Hovsjö, som år 2022 återigen blev en del av Telge Bostäder.
1991 ombildades Telge Bostäder till aktiebolag.
Ett nytt bostadsområde färdigställdes 1998, kv Agnet. Nykvarn blev egen kommun och ca 600 av Telgebostäders bostäder överfördes dit. 
Ett stort antal studentbostäder färdigställdes då behovet av studentboende var stort när Södertälje fick högskola på Campus Telge. Efterfrågan på studentlägenheter har senare gått ner rejält. Från 2023 satsar Telge Bostäder istället på ungdomsbostäder och avskaffar studentlägenheterna. Telge Bostäder har en gemensam bostadskö för bostäder. Studentlägenheterna har konverterats till ungdomsbostäder som hyrs ut via BoLotto där flera lägenheter har reserverats till bostadssökande mellan 18 och 25 år, där ungdomar har möjlighet att få ett eget boende oavsett köpoäng. Ungdomsbostäderna hyrs ut med korttidskontrakt om 4 år och ungdomarna behåller köpoängen i bostadskön både när de flyttar in och ut ur ungdomsbostaden. Har man redan ett kontrakt på en studentlägenhet får man bo kvar tills studierna är avslutade eller tills korttidskontraktet löpt ut.